# Huaxi

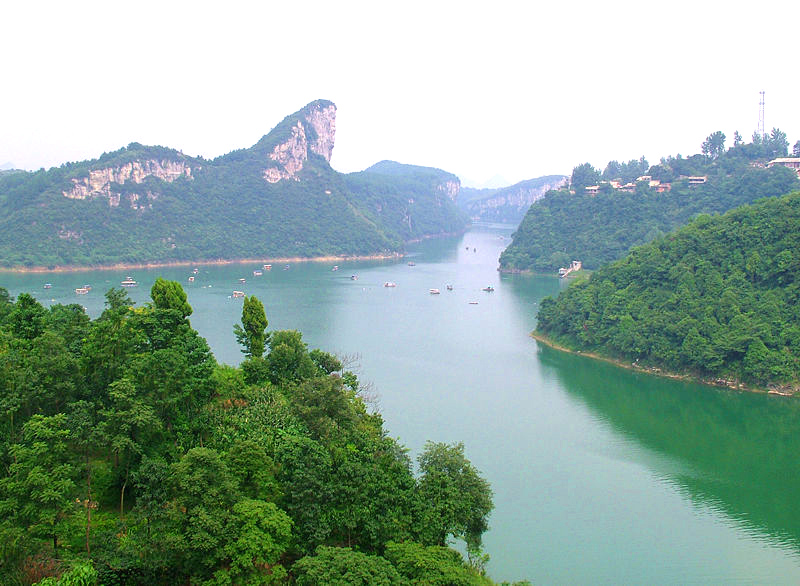
Huaxi

Huaxi (chinesisch 花溪区, Pinyin Huāxī Qū) ist ein Stadtbezirk der Stadt Guiyang, der Hauptstadt der südwestchinesischen Provinz Guizhou.
Der Stadtbezirk setzt sich aus den südlichen „Vororten“ Guiyangs zusammen. Vom Stadtzentrum ist er etwa 12 km entfernt. Huaxi hat eine Fläche von 960,6 km² und 677.400 Einwohner (Stand: Ende 2018); die Bevölkerungsdichte beträgt 705 Einwohner/km².
Der Stadtbezirk erstreckt sich etwa von 106°27′ bis 106°52′ Ost und von 26°1′ bis 26°34′ Nord. Von Nord nach Süd ist er ca. 45 km lang, von Ost nach West ca. 43 km breit. Seine Höhe reicht von 1030 m bis 1326 m. 32 % der Oberfläche Huaxis sind mit Wald bedeckt.

## Administrative Gliederung
Huaxi setzt sich aus drei Straßenvierteln, drei Großgemeinden, vier Gemeinden und sechs Nationalitätengemeinden zusammen:
- Straßenviertel Guizhu (贵筑街道);
- Straßenviertel Qingxi (清溪街道);
- Straßenviertel Xibei (溪北街道);
- Großgemeinde Qingyan (青岩镇);
- Großgemeinde Jinzhu (金竹镇);
- Großgemeinde Shiban (石板镇);
- Gemeinde Jiu’an (久安乡);
- Gemeinde Dangwu (党武乡);
- Gemeinde Yanlou (燕楼乡);
- Gemeinde Maiping (麦坪乡);
- Gemeinde Gaopo der Miao (高坡苗族乡);
- Gemeinde Xiaobi der Bouyei und Miao (小碧布依族苗族乡);
- Gemeinde Mengguan der Miao und Bouyei (孟关苗族布依族乡);
- Gemeinde Huchao der Miao und Bouyei (湖潮苗族布依族乡);
- Gemeinde Qiantao der Bouyei und Miao (黔陶布依族苗族乡);
- Gemeinde Maling der Bouyei und Miao (马铃布依族苗族乡).

Am 20. Juli 2005 wurden auf Beschluss der Provinzregierung Guizhous die „Großgemeinde Huaxi“ (花溪镇) und die „Gemeinde Huaxi der Bouyei und Miao“(花溪布依族苗族乡) aufgelöst. Aus ihrem Territorium wurden die drei Straßenviertel Guizhu, Qingxi und Xibei geschaffen, die das städtische Zentrum des Stadtbezirks bilden.

## Ethnische Gliederung der Bevölkerung Huaxis (2000)
Beim Zensus im Jahr 2000 hatte Huaxi 337.177 Einwohner.
| Name des Volkes | Einwohner | Anteil  |
| --------------- | --------- | ------- |
| Han             | 221.253   | 65,62 % |
| Miao            | 62.827    | 18,63 % |
| Bouyei          | 41.446    | 12,29 % |
| Tujia           | 2.908     | 0,86 %  |
| Dong            | 2.113     | 0,63 %  |
| Yi              | 2.094     | 0,62 %  |
| Gelao           | 1.356     | 0,4 %   |
| Bai             | 708       | 0,21 %  |
| Hui             | 550       | 0,16 %  |
| Mandschu        | 376       | 0,11 %  |
| Zhuang          | 365       | 0,11 %  |
| Li              | 346       | 0,1 %   |
| Sui             | 289       | 0,09 %  |
| Mongolen        | 216       | 0,06 %  |
| Yao             | 63        | 0,02 %  |
| Mulam           | 37        | 0,01 %  |
| Sonstige        | 230       | 0,07 %  |